# ميخائيل ألكسندروفيتش ييرشوف
ميخائيل ألكسندروفيتش ييرشوف هو لاعب كرة قدم روسي في مركز الوسط، ولد في 30 أكتوبر 1986 في تشيريبوفيتس في روسيا. لعب مع نادي نيجني نوفغورود.

## وصلات خارجية
- ميخائيل ألكسندروفيتش ييرشوف على موقع قاعدة بيانات كرة القدم.إي يو (الإنجليزية)
- ميخائيل ألكسندروفيتش ييرشوف على موقع Soccerway.com (الإنجليزية)